# Michal Sokolnicki
Michał Sokolnicki (Posnan, 28 de setembro de 1760 - Varsóvia, 23 ou 24 de setembro de 1816) foi um veterano das guerras pela independência da Polônia e um general polonês no exército napoleônico.

## República das Duas Nações
Michał Sokolnicki nasceu em uma família nobre na Polônia e ingressou na Academia do Corpo de Cadetes da Nobreza em Varsóvia em 1777 e saiu em 1780. Seguiu então a carreira de oficial do exército da República das Duas Nações, foi tenente-coronel em 1789. Depois de comandar a escola de engenharia em Wilna, assumiu o comando de um regimento insurgente durante o levante de Kościuszko. Feito prisioneiro em 1794, foi levado cativo para São Petersburgo no ano seguinte. Libertado em 1796 ao mesmo tempo que Tadeusz Kościuszko, foi para França.

## Revolução Francesa e início do Império
A princípio encarregado de uma missão na Polônia pelo Diretório, ele assumiu o comando em 1797 como chefe de brigada na Legião Polonesa. Em 1799, ele comandou a infantaria da Legião do Danúbio de Karol Kniaziewicz e lutou em Hohenlinden em 3 de dezembro de 1800. Em 22 de janeira de 1802, promovido temporariamente a general de brigada por Murat, embarcou com a legião polonesa para Santo Domingo.
Retornando à França, foi aposentado em 3 de junho de 1803, como coronel, mas voltou ao serviço na Itália em 1805. Depois de ingressar no Grande Armée, participou na campanha na Prússia e na Polônia, foi nomeado general de brigada em março de 1807 e participou do cerco de Danzig de 19 de março a 24 de maio.

## Grão-Ducado de Varsóvia
Após a criação do Grão-Ducado de Varsóvia, o General Sokolnicki assumiu o comando da cavalaria da 3 Legião Polaca, depois transferida para o serviço do Grão-Ducado em janeiro de 1809. Durante a Quinta Coligação, defendeu a praça de Sandomierz à frente de 5.000 homens. Atacado em junho pelo arquiduque Fernando à frente de 13.000 homens, ele liderou uma defesa valente mas teve que capitular. Comandante de Cracóvia e então em Radom, foi nomeado major-general em 20 de março de 1810, e aposentou-se em 10 de dezembro de 1811.

## Primeiro Império

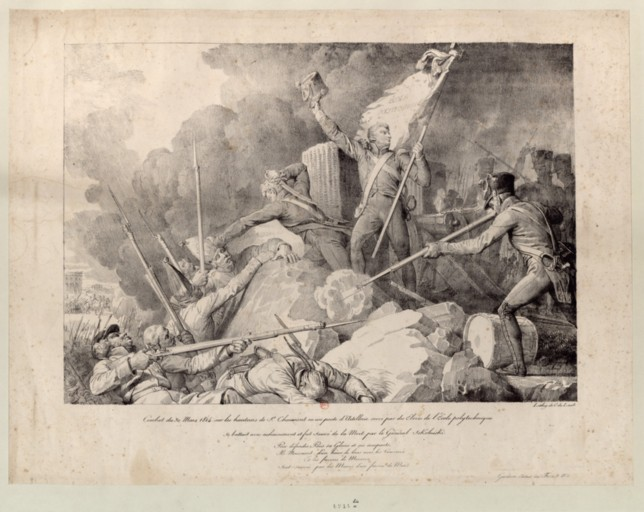
Combate de 30 de março de 1814, nas alturas de Saint Chaumont onde um posto de artilharia operado por estudantes da École Polytechnique lutou ferozmente com o General Sokolnicki.

Em 15 de junho de 1812, Michał Sokolnicki foi admitido ao serviço da França como general de brigada ligado ao Estado-Maior do imperador. Foi responsável pelo serviço de inteligência nos territórios lituanos que o Grande Armée atravessou no início da campanha da Rússia mas também pela desinformação e contra-propaganda. Ainda membro do pequeno quartel imperial, foi ferido na batalha de Borodino em 7 de setembro, mas participou das batalhas de Maloyaroslavets em 24 de outubro, e do Bérézina de 26 a 29 de novembro. Em 2 de maio de 1813, esteve presente em Lützen, e na mesma noite foi enviado à Polônia pelo Imperador. Ele participou da segunda parte da campanha da Saxônia à frente da 7ª Divisão de Cavalaria Ligeira, anexa ao 4º Corpo de Cavalaria do General Kellermann. Distinguiu-se em Leipzig de 16 a 19 de outubro e retornou à França com o restante do exército francês.
Em 1814, comandou a 3º Companhia dos guardas de honra poloneses e participou da Batalha de Paris de 30 a 31 de março. À frente da sua companhia e dos alunos da École Polytechnique, defendeu Buttes-Chaumont.

## Reino do Congresso
Em maio de 1814, após a abdicação de Napoleão I, o General Sokolnicki retorno à Polônia e passou ao serviço do Reino do Congresso como general da 2º Divisão de 2ª Classe. Reformado, faleceu após uma queda de cavalo em 23 de setembro de 1816.

## Honrarias
O General Sokolnicki foi oficial da Legião de Honra (1809) e cavaleiro da ordem militar do Grão-Ducado de Varsóvia.